# سامانه پخش تلویزیونی هونان
سامانه پخش تلویزیونی هونان (انگلیسی: Hunan Broadcasting System) که با نام سامانهٔ پخش عقاب طلایی (GBS) هم شناخته می‌شود، دومین شبکهٔ تلویزیونی بزرگ کشور چین پس از تلویزیون مرکزی چین (CCTV) است. در سال ۲۰۱۷، کمیته استانی حزب کمونیست چین در استان هونان، شبکه تلویزیونی هونان (Hunan TV) را به عنوان «پلتفرمی برای سرگرمی‌های همجنس‌گرایانه» مورد انتقاد قرار داد و اعلام کرد که این شبکه «در انجام وظیفه‌اش به عنوان تریبون حزب ناکام بوده است».
دفتر و ساختمان مرکزی این شبکه در شهر چانگشا واقع در استان هونان و همچنین شهر شینینگ واقع در استان چینگهای قرار دارد و از سال ۲۰۰۹ میلادی برای هنگ کنگ و آمریکای شمالی هم پخش می‌شود.